# Abraham Salomon Levisson
Abraham Salomon Levisson (Den Haag, 8 juni 1902 - Tröbitz, 25 april 1945) was een Nederlandse opperrabbijn.

## Leven en werk
Levisson was een zoon van Salomon Abraham Levisson en Julie Bondi. Vader Levisson was mineraalwaterfabrikant en parnas in Den Haag. In 1941 verkreeg Salomon Abraham Levisson de uitzonderlijke moré titel h.c. van de Haagse opperrabbijn Maarsen. Abraham Levisson trouwde in 1935 met Adèle de Beer.
Levisson bezocht het gymnasium in zijn geboorteplaats en trok naar Amsterdam waar hij studeerde aan het Nederlands Israëlietisch Seminarium, onder rector Lion Wagenaar. Hij behaalde in 1927 zijn kandidaats in de Semitische talen aan de Universiteit van Amsterdam. In 1931 slaagde hij voor het rabbijn-examen en kreeg hij zijn moré-titel. Hij bezocht vervolgens het Rabbinerseminar en de universiteit in Berlijn. Hij gaf les aan het NIS en het Beth Hamidrasj in Amsterdam en was vanaf 1928 voorzitter van de vereniging 'Toutseous Chajiem'.

### Opperrabbijn
In februari 1935 werd Levisson geïnstalleerd als ad interim opperrabbijn van Friesland, als opvolger van Simon Dasberg. Later dat jaar werd besloten de synagogale ressorten Friesland en Drenthe onder het beheer van één opperrabbijn te plaatsen. Levisson was de enige kandidaat voor deze functie en werd in november 1935 ook benoemd tot opperrabbijn van Drenthe. Op 29 december 1935 werd hij geïnstalleerd in Friesland en op 1 januari 1936 in Drenthe. Hij richtte in Friesland de Kring van Joodse Academici op, die probeerde om bij niet-religieus levende joden belangstelling te wekken voor het Jodendom. Per 1 januari 1942 werd Levisson ook benoemd opperrabbijn van het ressort Gelderland, als opvolger van Joël Vredenburg.

### Tweede Wereldoorlog
Levisson zette zich in voor de joodse vluchtelingen die vanaf 1939 werd opgevangen in het Centraal Vluchtelingenkamp Westerbork, het leverde hem de bijnaam Engel van Westerbork op. Na de Duitse inval trachtte hij de vluchtelingen elders onder te brengen, maar ze werden twee weken later door de bezetters teruggebracht naar Westerbork.
Begin 1943 verhuisde Levisson gedwongen met zijn gezin naar Amsterdam, waar hij nog werd opgenomen in het Rabbinaat. Hij werd opgepakt en kwam in september 1943 in kamp Westerbork terecht. Hij werd gedeporteerd naar het kamp Bergen-Belsen. In de laatste dagen van de oorlog werden gevangenen vanuit Bergen-Belsen per trein naar Theresienstadt getransporteerd. Een van de drie daarvoor gebruikte treinen, het verloren transport, werd door de Russen bij Tröbitz bevrijd. Veel van de gevangenen, waaronder Levisson, waren al aan boord overleden. Zij werden ter plekke in een gemeenschappelijk graf begraven.
- Biografisch Portaal: 49209883
- Gemeinsame Normdatei: 173861873
- International Standard Name Identifier: 0000 0000 6699 5603
- Library of Congress Control Number: no2009085919
- Nationale Bibliotheek van Israël: 987007264550505171
- Nederlandse Thesaurus van Auteursnamen: 071517022
- Réseau des bibliothèques de Suisse occidentale: 02-A006086022
- Virtual International Authority File: 82957002
- WorldCat: E39PBJwhBvwGCYRvY3pVPthT73